# Велики талас код Канагаве
Велики талас код Канагаве (јап. 神奈川沖浪裏, Kanagawa-oki nami-ura) најпознатије је дело јапанског сликара и графичара Кацушике Хокусаја и најпрепознатљивије дело јапанске ликовне уметности у свету. Настало је у едо периоду, у првој половини половине 19. века. Слика, односно графика позната је и под називима Велики талас или само Талас. Представља први у серији дрвореза Тридесет шест погледа на планину Фуџи. Ових 36 графика настало је на јапанској традицији дубореза укијо-е.

## Настанак слике
Планину Фуџи, која се у Јапану сматра светом, Хокусај је почео да слика 30-их година 19. века, као старац. Овај вулкан, који доминира пејзажом централног Јапана, уметник посматра као божанство и представља га у серији од 36 дубореза, а због велике популарности касније је серији додао још 10 графика. Ове графике настале су на јапанској традицији дубореза названој укијо-е, што у буквалном преводу значи „слике плутајућег света”. На једној од графика божанска планина „заробљена” је у бурету које мајстор израђује, на другој делимично заклоњена зидом од бамбуса који градитељи подижу, али је ајпознатија управо графика Велики талас код Канагаве, где је та планина „поклопљена” таласом који доминира сликом, односно пределом на слици. 
Занимљиво је да се на овим сликама Хокусај користи поиграва перспективом, коју је савладао у својим средњим годинама под утицајем европских сликара. Пре продора европске уметности јапански сликари у композицији нису користили перспективу. Европски уметници су на Хокусаја утицали посредством холандских трговаца који су, упркос ригорозним забранама трговине са Европом, захваљујући свом протестантизму од званичног Јапана ипак добили дозволу за увоз. Осим перспективе, Хокусај је од европских уметника преузео и игру свјетлости и сенке, а такође и плаву боју која га је касније прославила.

## Опис слике
На графици „Велики талас код Канагаве” у централном делу композиције налази се планина Фуџи која је „поклопљена” великим таласом који носи чамце. Море је важан елемент и заснива се на облику великог таласа који се протеже целом сликом и доминира сценом пре него што падне. Управо у том тренутку велики талас прави савршену спиралу чији центар пролази кроз центар композиције и на тај начин ствара простор кроз који се, у позадини, може видети планина Фуџи. У сваком чамцу се налази по осам веслача који се држе за весла како не би изгубили живот, а на прамцу су по два путника. Велики талас прети да потпуно уништи крхке чамце, а планина у позадини својим мирним достојанством и монументалношћу представља контрапункт, чврсту тачку у побеснелом мору. 
Иако су многи сматрали да талас представља цунами, научници су дошли до закључка да је ипак у питању појава позната у Јапану као „монструозни талас” или „талас убица” (енгл. rogue wave). Многи ликовни критичари посматрају ово дело као Јин и Јанг неба и воде, са људима у средишту.
Графика је настала у годинама када се сликар борио са великом финансијском кризом и здравственим проблемима. Место човека у свету и његов однос са природом део је и европске традиције сликарства тих година, те је могуће да је, подстакнут личном кризом, Хокусај графиком представио своја размишљања на ову тему.

### Натписи на слици
У горњем левом углу слике постоје два натписа. Први натпис је везан за наслов серије. Други, са леве стране, представља уметников потпис: „Из четкице Хокусаја који мења своје име у Ицу”. Током живота Хокусај је променио 30 имена, користећи свако за по једну велику тему или серију коју је радио. Након завршеног циклуса узимао је ново име, остављајући старо ученицима да га користе и њиме се потписују.

## Настајање графике
У време када је почео да ради на Великом таласу, Хокусај је већ био у позним годинама, имао је много финансијскух проблема и опорављао се од срчаног удара. Због тога је рад на графици трајао неколико година. Први дрворези које је направио рађени су грубо, па је велики талас више личио на планину прекривену снегом. Због тога је направио промене, па велики талас сада изгледа активније, агресивније и динамичније, што даје осећај претње. На првим отисцима које је направио види се хоризонт, али на каснијим се перспектива променила тако да је хоризонт толико низак да се гледалац фокусира на талас.
Други детаљ који је уметник мењао док је мало по мало модификовао рад били су бродови. На првим дрворезима налазили су се на врху великог таласа, али је то кварилу динамику композиције и облину таласа, па их је поставио ниже, чиме је сцени дао више драматичности.
Овај процес раније је описао у делу Поједностављене брзе лекције цртања, приручнику за цртање који је написао 1812. године, у коме објашњава да се било који објекат може нацртати користећи однос између круга и квадрата. Касније се још једном вратио великом таласу, желећи да направи другу серију графика која би садржала стотину погледа на планину Фуџи. У отиску који је поново направио пронађен је исти однос елемената у композицији. Упркос томе што је на последњој графици изоставио чамце и људе, смер у коме се талас креће је супротан, а над његовим врхом лети јато птица, фрагменти таласа и однос круга и квадрата се поклапају.

## ОтисциВеликог таласа код Канагаве
Због велике популарности дрворез се дуго штампао. Верује се да је израђено око 5.000 отисака који варирају у квалитету, пошто се временом дрворез троши. До данас их је преживело далеко мање због различитих разлога (ратови, земљотреси, поплаве, пожари). Најбољи су, наравно, они који су отиснути међу првима, па су они и најцењенији. Ти отисци углавном се данас налазе у збиркама музеја какви су: Музеј Метрополитен у Њујорку, Британски музеј, Уметнички институт у Чикагу, Музеј уметности округа Лос Анђелес, Национална галерија Викторије у Аустралији и други. Један отисак је у власништву Фондације Клод Моне у Живернију. Јапанско сликарство остварило је огроман утицај на француске импресионисте.

## Социолошки утицај
Јапански историчари уметности дуго нису препознавали Велики талас код Канагаве као уметничко дело од посебног значаја. Графика је много боље била прихваћена у Европи која током 19. века почиње да открива и бива опчињена уметношћу Јапана. Један од најпознатијих ликовних критичара тих година, Едмонд де Гонкур, описао је графику као „обоготворење мора од стране сликара који живот проводи у религиозном терору надмоћног океана који окружује његову земљу”. 
Нису само Европљани утицали на Хокусаја, већ је и он утицао на њих, посебно на импресионисте, међу којима су Клод Моне, Едгар Дега, Винсент Ван Гог и Анри де Тулуз-Лотрек. Али није он инспирисао само сликаре. Дебисијева композиција Море повезује се са овом сликом, као и песма Планина Рајнера Марије Рилкеа.
Не први, али међу првима, Хокусај је употребио данас добро познату реч манга, што је данас назив за карактеристичне јапанске цртеже који немају много сличности са Великим таласом, али су из његове традиције потекли.
Данас Велики талас код Канагаве има репутацију иконе светске уметности. Један је од најпознатијих таласа у ликовној уметности и један од најпрепознатљивијих мотива поп културе у свету. Бројне су репродукције, не само у виду слика већ и на различитим свакодневним употребним предметима. Један од најинтересантнијих примера је Велики талас који је осликан на шеест солитера у једном стамбеном блоку у Москви. Огроман мурал расцепкан је на шест једнаких делова и заузима укупну површину од 60.000 m².
Канадски уметник, власник Инстаграм профила Fine Art Simpsons увесељава своје пратиоце комбинацијама ремек-дела сликарства и цртане серије Симпсонови. Наиме, он на место личности са ових слика убацује ликове из овог цртаног серијала. Неименовани уметник започео је овај пројекат сликом Пољубац Густава Климта и графиком Велики талас над Канагавом.